# Тлявгулово
 Тлявгулово  — деревня в Кувандыкском городском округе Оренбургской области.

## География
Находится на правобережье реки Бискумжа, примыкая с запада к городу Кувандык.

## Климат
Климат умеренно-континентальный. Времена года выражены чётко. Среднегодовая температура по району изменяется от +4,0 °C до +4,8 °C. Самый холодный месяц года — январь, среднемесячная температура около −20,5…−35 °C. Атмосферных осадков за год выпадает от 300 до 450—550 мм, причём большая часть приходится на весенне-летний период (около 70 %). Снежный покров довольно устойчив, продолжительность его, в среднем, 150 дней.

## История
По преданию, основана в 1926 году башкирами, переселившимися сюда с той территории, где ныне располагается Красносакмарск. По некоторым сведениям, ещё раньше деревня находилась на левобережье Сакмары, около горы Аптулла-Каскан. В источнике 1871 году упоминалась деревня Тлявгулова (Тляугулова, Верхняя Баишева), при реке Сакмаре. В 1901 году она отмечена как Тлявгулова. От башкирского мужского личного имени Теляугол. Деревню иногда именуют Башкирское Тлявгулово, или Баштлявгулово. У селения есть ещё и неофициальное название Урге Бишай (или Бишайка). До 2016 года входила в Красносакмарский сельсовет Кувандыкского района, после реорганизации этих муниципальных образований в составе Кувандыкского городского округа.

## Население
Постоянное население составляло 109 человек в 2002 году (татары 27 %, башкиры 49 %), 138 в 2010 году.